# Elacatinus xanthiprora
 Elacatinus xanthiprora és una espècie de peix de la família dels gòbids i de l'ordre dels perciformes.

## Morfologia
Els mascles poden assolir els 4 cm de longitud total.

## Distribució geogràfica
Es troba des de Carolina del Nord i Florida fins a Jamaica i l'Amèrica Central.